# (5348) Kennoguchi
(5348) Kennoguchi est un astéroïde de la ceinture principale.

## Description
(5348) Kennoguchi est un astéroïde de la ceinture principale. Il fut découvert le 16 janvier 1988 à Chiyoda par Takuo Kojima. Il présente une orbite caractérisée par un demi-grand axe de 2,79 UA, une excentricité de 0,17 et une inclinaison de 7,1° par rapport à l'écliptique.

## Compléments